# Гантінгтон-Бей (Нью-Йорк)
Гантінгтон-Бей (англ. Huntington Bay) — селище (англ. village) в США, в окрузі Саффолк штату Нью-Йорк. Населення — 1446 осіб (2020).

## Географія
Гантінгтон-Бей розташований за координатами 40°54′13″ пн. ш. 73°24′44″ зх. д. / 40.90361° пн. ш. 73.41222° зх. д. (40.903556, -73.412127).  За даними Бюро перепису населення США в 2010 році селище мало площу 4,91 км², з яких 2,59 км² — суходіл та 2,32 км² — водойми.

## Демографія
Згідно з переписом 2010 року, у селищі мешкало 1425 осіб у 534 домогосподарствах у складі 428 родин. Густота населення становила 290 осіб/км².  Було 578 помешкань (118/км²).
Расовий склад населення:
| - 96,4 % — білих - 1,8 % — азіатів - 0,5 % — чорних або афроамериканців |

До двох чи більше рас належало 1,1 %. Частка іспаномовних становила 3,4 % від усіх жителів.
За віковим діапазоном населення розподілялося таким чином: 21,4 % — особи молодші 18 років, 58,1 % — особи у віці 18—64 років, 20,5 % — особи у віці 65 років та старші. Медіана віку мешканця становила 50,7 року. На 100 осіб жіночої статі у селищі припадало 97,9 чоловіків;  на 100 жінок у віці від 18 років та старших — 94,8 чоловіків також старших 18 років.
Середній дохід на одне домашнє господарство  становив 252 100 доларів США (медіана — 177 083), а середній дохід на одну сім'ю — 279 765 доларів (медіана — 193 889). Медіана доходів становила 131 250 доларів для чоловіків та 76 750 доларів для жінок. За межею бідності перебувало 6,5 % осіб, у тому числі 11,8 % дітей у віці до 18 років та 0,9 % осіб у віці 65 років та старших.
Цивільне працевлаштоване населення становило 721 особа. Основні галузі зайнятості: науковці, спеціалісти, менеджери — 19,7 %, фінанси, страхування та нерухомість — 18,6 %, освіта, охорона здоров'я та соціальна допомога — 18,3 %.